# 히다산맥
히다산맥(일본어: 飛騨山脈 히다산먀쿠[*])은 도야마현, 기후현, 나가노현역에 걸쳐 있는 산맥으로 통칭 북알프스로 불리고 있다 기소산맥, 아카이시산맥과 함께 일본 알프스를 구성하고 있다. 덧붙여 일본 알프스라는 명칭은 영국의 광산기사 윌리엄 가울랜드가 명명했지만, 그가 처음 명명한 일본 알프스는 히다산맥뿐이었다.

## 지질학적 견지
히다산맥은 동서로 큰 압력을 받아 습곡이 일어나 생긴산맥이다. 위치는 포사 마그나의 서쪽 끝에 자리잡고 있다. 산맥이 생성된 시기는 제3기이다.
또, 히다산맥은 일찍이 노리쿠라 화산대에 속해 화산이 많이 분포하고 있다. 반면 기소산맥, 아카이시산맥에는 화산이 하나도 없다.
현재 화산학, 지질학에서는 지명을 딴 ○○화산대라는 통칭을 사용하지 않고, 태평양판 혹은 필리핀해판가 유라시아판·북아메리카판에 심하되 화산활동이 일어난다는 논리를 펴고 있다. 이를 근거로 심하된 플레이트인 유라시아 대륙의 동일본 화산대, 서일본 화산대의 화산전선이 띠의 형태로 존재한다고 보고 있다.
히다산맥은 태평양 플레이트가 북아메리카 플레이트 밑으로 내려 앉아, 더욱이 먼저 가라앉은 유라시아 플레이트 밑으로 잠식되어 있는 것으로 인해 그 힘으로 형성되었다고 한다.

## 지형
산맥의 형태는 거대한 Y자형으로 생겼다. Y자의 중심에는 경사가 급한 V자형 계곡인 구로베 협곡이 있다. 그 서쪽에는 쓰루기타케산, 다테산 등의 다테산 연봉이 있으며, 동쪽에는 시로우마산, 가시마야리산 등의 우시로타테산 연봉이 있다.
이 두 봉우리는 남쪽의 구로베강 발원지에서 합쳐지지만, 그 접점에 위치한 곳에 미쓰마타렌게산이 있다. 더 능선 남동쪽으로 뻗어 있는 서(西) 가마오네(鎌尾根/칼능선)을 따라 야리호타카 연봉으로 연결되어 있다. 호타카산부터는 서(西) 호타카산의 능선을 따라 야케다케산으로 해 최남단의 노리쿠라산으로 빠져나간다. 한편, 북쪽 능선은 그 동쪽에 있어서 시로우마산에서 아사히산을 따라 가장 오지라고 알려진 오야시라즈로 해 동해로 빠져나간다.
주능선 동쪽에는 조넨산맥으로 불리는 전방위 산들을 따라 가라자와산, 가키산에서 시작해 쓰바쿠로다케산, 오텐쇼산, 조넨산을 따라 가스미자와산으로 연결되어 있다. 마쓰모토 분지를 비롯 나가노현의 평지에서 보이는 많은 봉우리들은 이 조넨산맥의 산들이다. 쓰바쿠로다케산에서 오텐쇼산을 따라 야리가타케산에 이르는 등반 코스는 오모테긴자로 불리고 있다. 한편 에보시산에서부터 와시바산, 스고로쿠산을 따라 야리가타케산에 이르는 등반 코스를 우라긴자라고 부르고 있다.
주 능선의 모미사와산에서 남서쪽으로 갈라지고, 야리호타카 연봉과 가마타강을 사이에 두고 가사가산, 샤쿠조산이 서로 마주보고 있다.

## 같이 보기
- 일본 알프스
- 일본백명산
- 주부 산악 국립공원